# Ministerium für Familie, Frauen, Kultur und Integration Rheinland-Pfalz
Das Ministerium für Familie, Frauen, Kultur und Integration (kurz: MFFKI) ist eine oberste Landesbehörde sowie neben der Staatskanzlei eines der neun Ministerien der Landesregierung von Rheinland-Pfalz. Es hat seinen Sitz in der Landeshauptstadt Mainz. 2011 wurde erstmals seit 1949 ein eigenständiges Ressort „Integration“ als Arbeitsbereich in ein Ministerium einbezogen. Das Ministerium wurde nach der Landtagswahl in Rheinland-Pfalz 2021 neu formiert.

## Ministerium
Das Ministerium wird von Katharina Binz (Grüne) geleitet, sie wird von den Staatssekretären Janosch Littig und Jürgen Hardeck unterstützt. Die Stelle des Landesbeauftragten für Migration und Integration und des Landesbeauftragten für gleichgeschlechtliche Lebensweisen und Geschlechtsidentität sind im Ministerium angesiedelt.

## Sitz und Gebäude
Sitz des Ministeriums ist im Mainzer Regierungsviertel in der Kaiser-Friedrich-Straße, Nähe Kaiserstraße.